# ديزيريه أوين
ديزيريه أوين هي لاعبة كرلنغ كندية، ولدت في 24 أبريل 1984 في غراند براري في كندا.